# Africus

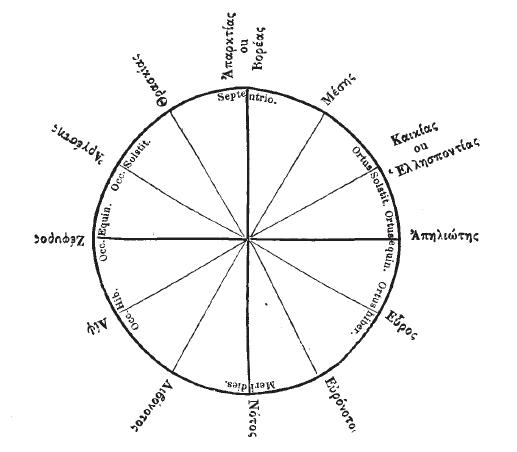
Griekse windstreken

Africus of Afer ventus ("Afrikaanse wind") was de Romeinse naam voor de zuidwestenwind. Dit kwam doordat Afrika ten zuidwesten van Italië lag. Zijn Griekse naam was Lips. Hij (en Lips ook) had als attribuut een schip (of een wrak) in zijn hand. Bij de Grieken had de zuidwestenwind namelijk vrij spel bij de Straat van Salamis. Daar vergingen veel schepen, en de zuidwestenwind blies de wrakken dan weer op het land. Het bekendste geval is de slag bij Salamis. De schepen van de Perzen werden uiteindelijk op de kust gespoeld door de wind.
Hij werd ook wel als regengod gezien.